# Jacob Sturm von Sturmeck
Jacob Sturm (von Sturmeck) (født 10. august 1489, død 3. oktober 1553) var en tysk politiker og reformator.
Sturm virkede især i Strasbourg, hvor han sad i rådet. Han talte med stor kraft evangeliets og samvittighedsfrihedens sag og arbejdede for enheden mellem reformatorerne. På rigsdagen i Augsburg 1530 var han med til at fremlægge Confessio Tetrapolitana.